# 田皇貴妃
田皇貴妃（1611年之前—1642年），本名正史无记载，或说田秀英，陕西人，明朝崇祯帝的宠妃，称田貴妃、田妃。諡恭淑端惠靜懷皇貴妃。

## 生平
父田弘遇。《思陵典禮記》、《国榷》称其母吴氏是田弘遇妻，为娼妓出身。田氏是吴氏带来（或收养）的女儿，非田弘遇亲生。田氏家族由陕西舉家迁往揚州。遷往揚州後，田弘遇聘請一位薛姓女琴師教授女儿鼓琴之技，而這位女琴師後來也成為她的繼母。這位繼母對她疼愛有加，同時田氏還學習繪畫。
《玉堂荟记》则称其父田弘遇曾为千总官，在北京长住。田氏在崇祯帝为信王的时候，即入王府為妾。天启六年（1626年），信王朱由檢“出府成婚”。六月壬辰日，明廷为信王选妃。年龄最小的女子周氏被选为信王妃，于次年二月完婚。她和另一位妾室袁氏是参加同一次选妃而成为信王朱由檢的妾室。未知，两人是否是按明宫惯例，与周氏同次选中的女子。
天启七年（1627年）八月，天启帝逝世，丈夫朱由檢登基，是為崇祯帝，田氏入宮後的崇祯元年（1628年），初封禮妃。据《崇祯实录》的记载，当是在崇祯元年夏四月甲寅日，田氏封为贵妃，袁氏封為淑妃。
田貴妃生下皇四子朱慈炤后，又陆续生下三個兒子，但都早夭。崇祯十三年（1640年）时，田貴妃在東六宮之一的承乾宮居住。承乾宮的鋪設，皆父亲田弘遇所进，“多江南器玩”。

### 藝壓群芳
田貴妃“生而纖妍，性寡言，多才藝”，“古玩、時器及壁間字畫，無不精好”，“又洞曉音律，管弦琴奕，色色皆工”。崇祯帝曾聽田貴妃吹笛，不禁讚賞道；「裂石穿雲」，除此外，明朝時後宮女眷好玩蹴鞠，田貴妃亦不時參與；崇祯帝在射場騎馬奔馳時，聽聞田貴妃會騎，便命她上馬，只見田貴妃從容上馬，輕鬆安閒地馳騁一回，其風雅的姿態令人無不稱賞。
田貴妃素喜丹青，經常臨習宮中所藏之帖，或在花前描摹，她所畫就的群芳圖和一幅蘭花，都令崇祯帝十分喜愛。由於自小跟隨母習琴，田貴妃也經常在御前獻藝，一次聽完田貴妃鼓琴，痴醉的崇祯帝便問在場的周皇后為何不諳此道，周皇后便正色面嚴的答到；「妾本儒家，惟知蠶織耳，妃從何人授指法？」。皇后這麼一問，使人不禁懷疑起田貴妃的出身，崇祯帝便詰問田貴妃從何習得琴藝，田貴妃當然回答是母親傳授，於是崇祯帝便召田貴妃母親入宮，當眾演奏一曲，才解開崇祯帝之疑惑。其母“厚賜而遣之。自此，隸籍宮門出入聽之”。选侍范氏、选侍薛氏跟随田贵妃学琴，称为入室弟子。
周皇后、田貴妃皆出身江南，入宮後也將江南服飾帶入宮中，稱之「蘇樣」，而平日服侍田貴妃的宮女們在過節時，身上的飾物也都由田貴妃所插戴，風格清奇令其他宮院的宮女為之稱羨。

### 后宫衝突
雖然田貴妃深得崇祯帝之寵，但卻和周皇后之間的關係很是緊張，而另一位寵妃袁淑妃，卻和周皇后相處的很好。田貴妃因恃寵而驕，愛擺架子，因此周皇后以六宮之主的身分借助禮法讓田貴妃難堪。
新年的正月初一，宮中嬪妃向例都需向皇后朝賀。某年，田貴妃依例來到周皇后所在的交泰殿準備向皇后朝賀，周皇后知道田貴妃在殿外，卻故意不宣她進殿，當時天寒地凍、風雪交加，周皇后也可傳令免禮，但周皇后卻故意拒田貴妃於殿外，而稍晚才來的袁淑妃卻先田貴妃一步進殿，且和皇后相言甚歡。過了許久，待袁淑妃離去後，周皇后才宣田貴妃進殿，行朝賀禮時，周皇后沉著臉不發一語，田貴妃行完禮後只能默默退下。事後，田貴妃回到承乾宮中，向皇帝哭訴周皇后对自己的冷遇，聞後怒不可遏的崇祯帝便來到交泰殿與周皇后理論，於是崇祯帝與皇后之間發生嚴重的衝突，之後崇祯帝冷靜下來，委婉的向皇后賠誠，而為了維護周皇后的尊嚴，崇祯帝便命田貴妃出居啟祥宮反省過錯，不予召幸。且整整三个月不再召田贵妃侍寝。
同年春日，崇祯帝和周皇后一同在永和宮赏花，由于永和宫旁便是田贵妃往昔居住的承乾宫，周皇后因此想起许久不见的田贵妃，便请崇祯帝召田贵妃一同赏花，崇祯帝闻后漠然不语。周皇后便命宫女用车去将田贵妃迎来，而田贵妃来了以后，周皇后与之相言甚欢，仿佛什么事都没发生过。

### 逝世

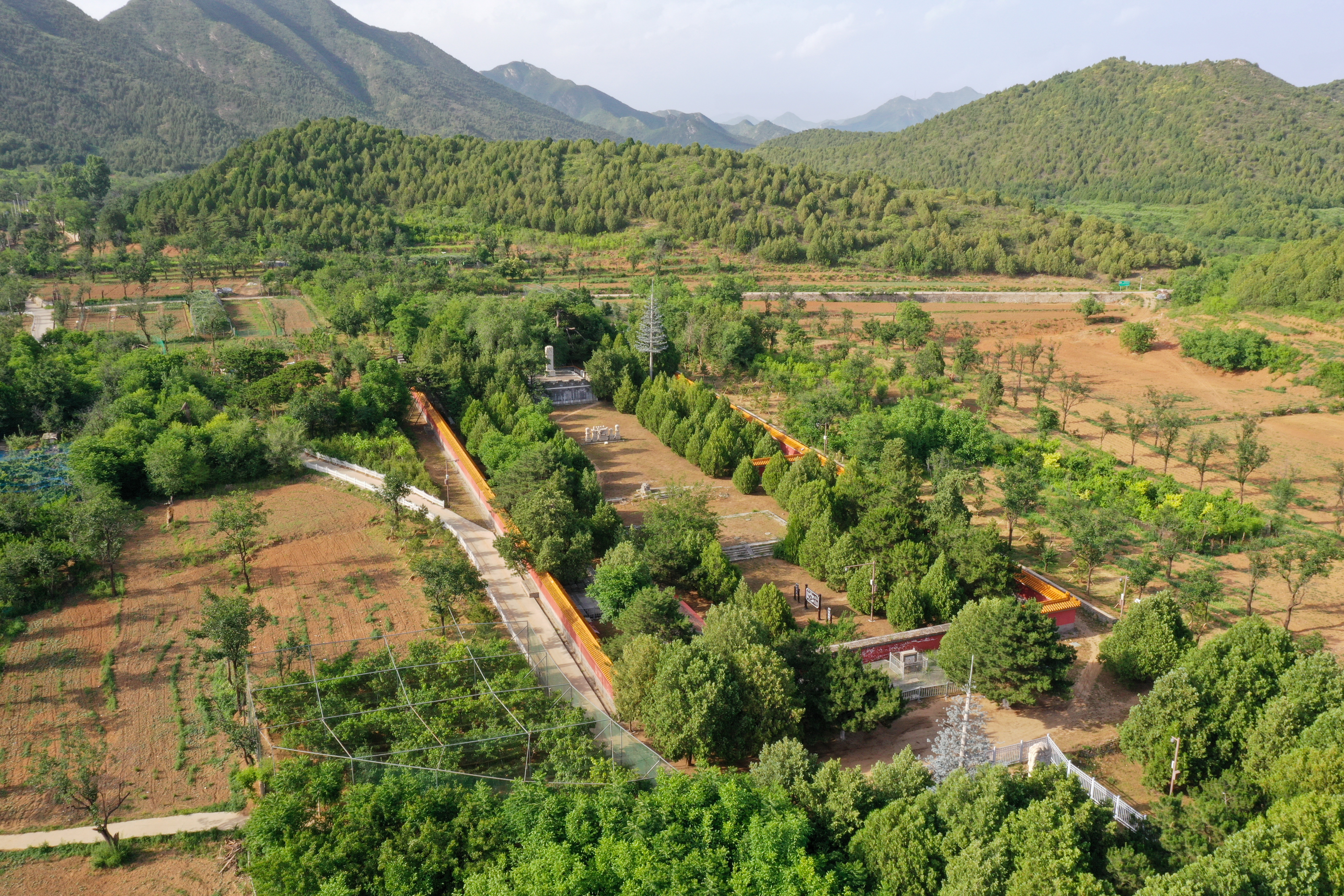
明思陵

《思陵典禮記》记，崇祯十四年（1641年）四月，进封田贵妃为皇贵妃，袁淑妃为贵妃。这是效仿万历帝妃嫔的例子。崇禎十五年（1642年），田皇贵妃就已染上重病。其年幼的两个儿子被托付給前朝皇后—懿安张皇后撫養。
崇祯十五年七月二十四日（1642年10月16日），田皇贵妃逝世，年30多歲。崇祯帝追諡為恭淑端惠靜懷皇貴妃，入葬於天壽山。田皇貴妃逝世后不久，崇祯帝本来要选九嫔，以便迎她的妹妹田淑英入宫。此前，田淑英曾入宫探访她，崇祯帝“见而悦之”，她“即令出，自此絕不復入”。后来战事紧张。田淑英入宫册封一事不了了之。
甲申之變，明朝亡國，李自成入北京，崇祯帝、周皇后皆自縊。李自成命打開田皇貴妃的墳墓，將崇祯帝、周皇后一起葬入。田皇貴妃之墓從此由皇貴妃園寢改號曰思陵。

## 备注
1. 1 2  《北游錄》记“貴妃田氏名秀英”[2]。然前记长平公主名朱徽媞为误称。
2. ↑  吴氏为娼伎的说法，来源于杨士聪《玉堂荟记》[6]。清代《钦定四库全书总目提要》编者认为作者杨士聪不够客观。
3. ↑  《燼宮遺錄》“周后選入宮，名在第三[……]袁、田二妃同選於朱陽館”，周皇后“親下聘禮迎入宮[5]”。明朝皇室处理皇族选妃、入宫事务多在北京诸王馆内。
4. ↑  田淑英即是田弘遇次女，曾受教于楊宛[1]。《北游錄》记[2]，田淑英在明亡后嫁人。

## 延伸阅读
[在维基数据编辑]
 《明史卷一百一十四》，出自《明史》